# L'evoluzione del socialismo dall'utopia alla scienza
L'evoluzione del socialismo dall'utopia alla scienza (in tedesco Die Entwicklung des Sozialismus von der Utopie zur Wissenschaft; in francese Socialisme utopique et socialisme scientifique), conosciuto nella traduzione italiana anche come Il socialismo dall'utopia alla scienza o Lo sviluppo del socialismo dall'utopia alla scienza, è uno scritto di Friedrich Engels, pubblicato per la prima volta nel 1880. Secondo Marx, quest'opera è in una certa misura una "introduzione al socialismo scientifico".

## Contesto storico
Per tutto il decennio del 1860, Karl Marx, amico personale e collaboratore politico di Friedrich Engels, si dedicò allo studio dell'economia, culminando nella pubblicazione del primo volume di "Il Capitale" nel 1867. Il lungo e ponderoso volume di Marx era estremamente difficile per il lettore medio da penetrare, portando Engels a suggerire a Marx in una lettera del 16 settembre 1868 che era urgentemente necessaria una breve versione popolare di "Il Capitale" per un pubblico della classe operaia.
Marx concordava con la valutazione di Engels, suggerendo che "sarebbe un'ottima cosa se tu stesso scrivessi un piccolo opuscolo esplicativo popolare". Engels ha continuato a preparare un breve riassunto dei punti centrali di "Il Capitale", ma l'opuscolo non è mai stato pubblicato. Tuttavia, la necessità di divulgare la prosa spesso turgida di Marx rimase – un'esigenza finalmente affrontata da Engels con la pubblicazione dell'opera breve "Socialisme utopique et socialisme scientifique" più di un decennio dopo.

## Storia
L'opera di circa 40 pagine, che si basa su tre capitoli dell'"Anti-Dühring", fu scritta da gennaio a metà marzo 1880. Paul Lafargue tradusse l'opera in francese e aggiunse alcuni commenti. L'opera apparve per la prima volta in francese, sulla rivista "La Revue socialiste", in tre parti il 20 marzo, 20 aprile e 5 maggio 1880. Nello stesso anno Marx scrisse una prefazione all'opera. Il testo è stato anche pubblicato nuovamente come opuscolo a Parigi con il titolo "Socialisme utopique et socialisme scientifique". Nel 1882 la scrittura fu tradotta in polacco. Nel marzo 1883 apparve a Zurigo la prima edizione in lingua tedesca con prefazione di Engels. Nel 1883 ne uscì un'edizione italiana a Benevento, nel 1884 una russa a Ginevra, nel 1885 una danese a Copenaghen e nel 1886 una spagnola a Madrid e una olandese a L'Aia. Nel 1891 fu pubblicata a Berlino una quarta edizione tedesca, con la quale, secondo Engels, comprese le prime tre edizioni, furono pubblicate in Germania un totale di circa 20.000 copie dell'opera. Un'edizione in lingua inglese seguì nel 1892 con una prefazione di Engels. Nel 1895 Engels aveva pubblicato tutto o parte di quest'opera in 14 lingue e in un totale di 57 edizioni. Tradotto in più di 70 lingue entro il 1981.
Il Marxists Internet Archive rende la scrittura disponibile in 14 lingue. Le opere di Marx-Engels seguono la quarta edizione tedesca completata da Engels. Il catalogo online della Biblioteca nazionale tedesca contiene circa 200 pubblicazioni, a partire dal 1883 e fino al 2009.
L'opuscolo fu finalmente pubblicato nell'originale tedesco nel 1883. L'edizione tedesca ha fornito la fonte per ulteriori traduzioni in italiano, russo, danese, olandese e rumeno. La pubblicazione tardiva di un'edizione inglese nel 1892 da "Swan Sonnenschein & Co", segnò così la decima lingua in cui il libro era stato tradotto.
«Non mi risulta che nessun'altra opera socialista, nemmeno il nostro Manifesto comunista del 1848 o Il capitale di Marx, sia stata tradotta così spesso», notò con orgoglio Engels al momento dell'uscita dell'edizione inglese nel 1892.
La prima edizione americana dell'opera fu pubblicata dal Socialist Labour Party of America (SLP) nel 1895 come parte della sua "People's Library", con una nuova traduzione di Daniel DeLeon. Un nuovo titolo è stato impiegato da DeLeon, "Sviluppo del socialismo dall'utopia alla scienza". L'edizione SLP fu ristampata per la prima volta nel febbraio 1900 e ristampata nuovamente in varie date successive.
La prima edizione americana della traduzione autorizzata di Edward Aveling fu pubblicata nel 1900 da "Charles H. Kerr & Co". Secondo Charles Kerr la sua azienda vendette "non meno di 30.000" copie del libro tra la sua prima uscita e una nuova ristampa nel giugno 1908.
Nella sua biografia di Marx, Isaia Erlin lo descrisse come: «il miglior breve apprezzamento autobiografico del marxismo da parte di uno dei suoi creatori» e considerò che, «scritto nella migliore vena di Engels», esso «avrebbe avuto un'influenza decisiva sia sul socialismo russo che su quello tedesco».

## Contenuto

Friedrich Engels nel 1879

### Prologo
Nel 1892 Engels spiega in un prologo che questo testo faceva parte di una serie di tre capitoli della sua opera "Anti-Dühring" che formò come opuscolo su richiesta di Paul Lafargue. Inizia con la storia del pensiero materialista. Dice:
(Friedrich Engels, "L'evoluzione del socialismo dall'utopia alla scienza")
Engels restituisce il materialismo al pensiero di filosofi come Duns Scoto, Francis Bacon, Thomas Hobbes e John Locke. Critica ferocemente il deismo come un modo comodo e facile per sbarazzarsi della religione e l'agnosticismo neokantiano che in astratto riconosce la possibilità dello spiritualismo, in concreto non vuole averci niente a che fare, essendo quindi un materialista in pratica.
Successivamente, espone la storia della borghesia. Spiega che durante il Medioevo iniziarono ad emergere l'industria artigianale, manifatturiera e industria moderna; che consentiva il libero sviluppo della classe media, la borghesia, rendendola incompatibile con il feudalesimo. Da ciò nasce la Riforma protestante, essendo il dogma calvinista della predestinazione l'espressione religiosa del fatto che nel mondo commerciale, nel mondo della concorrenza, il successo o il fallimento non dipendono dall'attività o dall'attitudine dell'individuo, ma di circostanze indipendenti da esso. Furono le rivoluzioni borghesi europee (la "Gloriosa Rivoluzione" in Inghilterra e la Rivoluzione francese) quando la borghesia iniziò a diventare la classe dirigente, ma con essa cominciò a emergere il pensiero intellettuale materialista che feriva i sentimenti devoti della classe media. Fu la Rivoluzione francese, la prima a spogliarsi completamente del manto religioso e di fatto portò la battaglia alla distruzione di uno dei due combattenti, l'aristocrazia, e al trionfo completo dell'altro, la borghesia. Intanto in Inghilterra cominciava una rivoluzione industriale, che spodestava l'aristocrazia terriera e dava alla borghesia una posizione forte e riconosciuta in parlamento.
Ma con l'ascesa della borghesia apparve sulla scena il nuovo rivale: la classe operaia nel movimento cartista e nelle rivoluzioni del 1848, le cui rivendicazioni diventavano irresistibili. Per questo motivo la borghesia iniziò a tenere in riga il popolo con le risorse morali, usando ancora una volta la religione e la tradizione a proprio favore. Tuttavia Engels dice:
(Friedrich Engels, "L'evoluzione del socialismo dall'utopia alla scienza")

### Capitolo I
(Friedrich Engels, "L'evoluzione del socialismo dall'utopia alla scienza")
Engels inizia il libro raccontando il pensiero socialista. In primo luogo, la borghesia, nelle sue lotte contro la nobiltà, si è appropriata del diritto di rappresentare gli interessi delle classi lavoratrici: 
(Friedrich Engels, "L'evoluzione del socialismo dall'utopia alla scienza")
Da quel momento cominciarono ad emergere descrizioni utopiche di un regime ideale della società. I pensatori illuministi furono i creatori di teorie politiche rivoluzionarie, ma questi pensatori che cercavano di stabilire uno Stato razionale non potevano rompere i confini che il loro tempo aveva tracciato per loro, così il contratto sociale di Rousseau venne a prendere forma nel tempo del terrore, e la borghesia, ha perso la fiducia nella propria capacità politica. Da qui sono nati tre pensatori socialisti utopisti che hanno evidenziato la delusione e che sono emersi nei primi anni del XIX secolo. Questi sono Claude Saint-Simon, Charles Fourier e Robert Owen. Successivamente, Engels espone il pensiero di ognuno di loro.
Di nobile origine, Saint-Simon «fu figlio della Rivoluzione francese». Vide che l'antagonismo tra il terzo stato e le classi privilegiate della società prendeva la forma di un antagonismo tra lavoratori e oziosi. I primi sono i primi privilegiati e i secondi tutti i tipi di lavoratori, anche borghesi. Anche così, Saint-Simon si occupava principalmente della classe più numerosa e più povera della società. Ha proclamato un governo di industriali dove il governo politico sugli uomini finisce e si trasforma in amministrazione delle cose, che non è altro che l'idea dell'abolizione dello Stato.
In Fourier viene presentata la geniale critica delle condizioni sociali esistenti. Fourier mette spietatamente a nudo la miseria materiale e morale del mondo borghese con la satira. Ha criticato la forma delle relazioni tra i sessi e proclamato l'emancipazione delle donne come un'emancipazione generale. Fourier concepì la storia in quattro fasi: ferocia, patriarcato, barbarie e civiltà, e mostra che l'ordine civilizzato eleva a forma complessa, ambigua, equivoca e ipocrita tutti quei vizi che la barbarie praticava in mezzo alla più grande semplicità. La civiltà si muove in un circolo vizioso, in un ciclo di contraddizioni dialettiche, come nella civiltà la povertà scaturisce dall'abbondanza stessa.
Dalla rivoluzione industriale in Inghilterra emerse Robert Owen, un industriale in una grande fabbrica di filatura di cotone a New Lanark, in Scozia. Il trattamento dei lavoratori era più dignitoso rispetto alla competizione, ma per Owen: «Quegli uomini erano i miei schiavi». Owen ha criticato lo sfruttamento del proletariato, i cui profitti dovrebbero appartenere a loro perché sono il frutto del loro lavoro:
(Friedrich Engels, "L'evoluzione del socialismo dall'utopia alla scienza")
Solo tre grandi ostacoli si frapponevano alla riforma sociale: la proprietà privata, la religione e il matrimonio. Owen ha presieduto il primo congresso in cui i sindacati di tutta l'Inghilterra sono stati amalgamati in un'unica grande organizzazione sindacale e la creazione di cooperative di consumatori e produttori, anticipando i banchi proudhoniani.
Per questi pensatori il socialismo è l'espressione della verità assoluta, della ragione e della giustizia, ed è sufficiente scoprirla perché conquisti il mondo con la sua stessa virtù, ma poiché la verità assoluta, la ragione e la giustizia variano con i fondatori del ogni scuola, era inevitabile che emergesse una sorta di socialismo eclettico e mediocre. Ecco perché per Engels quel socialismo diventa una scienza.
Ecco un chiaro estratto in cui Engels spiega perfettamente la differenza tra socialismo utopistico e quello scientifico:
Les faits nouveaux obligèrent à soumettre toute l’histoire du passé à un nouvel examen et il apparut que toute histoire passée, à l’exception des origines, était l’histoire de luttes de classes, que ces classes sociales en lutte l’une contre l’autre sont toujours des produits des rapports de production et d’échange, en un mot des rapports économiques de leur époque ; que, par conséquent, la structure économique de la société constitue chaque fois la base réelle qui permet, en dernière analyse, d’expliquer toute la superstructure des institutions juridiques et politiques, aussi bien que des idées religieuses, philosophiques et autres de chaque période historique. Hegel avait libéré de la métaphysique la conception de l’histoire, il l’avait rendue dialectique, mais sa conception de l’histoire était essentiellement idéaliste. Maintenant l’idéalisme était chassé de son dernier refuge, la conception de l’histoire ; une conception matérialiste de l’histoire était donnée et la voie était trouvée pour expliquer la conscience des hommes en partant de leur être, au lieu d’expliquer leur être en partant de leur conscience, comme on l’avait fait jusqu’alors.
En conséquence, le socialisme n’apparaissait plus maintenant comme une découverte fortuite de tel ou tel esprit de génie, mais comme le produit nécessaire de la lutte de deux classes produites par l’histoire, le prolétariat et la bourgeoisie. Sa tâche ne consistait plus à fabriquer un système social aussi parfait que possible, mais à étudier le développement historique de l’économie qui avait engendré d’une façon nécessaire ces classes et leur antagonisme, et à découvrir dans la situation économique ainsi créée les moyens de résoudre le conflit. Mais le socialisme antérieur était tout aussi incompatible avec cette conception matérialiste de l’histoire que la conception de la nature du matérialisme français l’était avec la dialectique et les sciences modernes de la nature. Certes, le socialisme antérieur critiquait le mode de production capitaliste existant et ses conséquences, mais il ne pouvait pas l’expliquer, ni par conséquent en venir à bout ; il ne pouvait que le rejeter purement et simplement comme mauvais. Plus il s’emportait avec violence contre l’exploitation de la classe ouvrière qui en est inséparable, moins il était en mesure d’indiquer avec netteté en quoi consiste cette exploitation et quelle en est la source. Or le problème était, d’une part, de représenter ce mode de production capitaliste dans sa connexion historique et sa nécessité pour une période déterminée de l’histoire, avec par conséquent, la nécessité de sa chute, d’autre part, de mettre à nu aussi son caractère interne encore caché. C’est ce que fit la découverte de la plus-value. Il fut prouvé que l’appropriation de travail non payé est la forme fondamentale du mode de production capitaliste et de l’exploitation de l’ouvrier qui en résulte ; que même lorsque le capitalisme paie la force de travail de son ouvrier à la pleine valeur qu’elle a sur le marché en tant que marchandise, il en tire pourtant plus de valeur qu’il n’en a payé pour elle ; et que cette plus-value constitue, en dernière analyse, la somme de valeur d’où provient la masse de capital sans cesse croissante accumulée entre les mains des classes possédantes. La marche de la production capitaliste, aussi bien que de la production de capital, se trouvait expliquée.
Ces deux grandes découvertes: la conception matérialiste de l'histoire et la révélation du mystère de la production capitaliste au moyen de la plus-value, nous les devons à Marx. C’est grâce à elles que le socialisme est devenu une science, qu’il s’agit maintenant d’élaborer dans tous ses détails et ses connexions.»
Fatti nuovi resero necessario sottoporre a nuovo esame tutta la storia del passato e risultò che tutta la storia passata, ad eccezione delle origini, era storia di lotte di classe, di queste classi sociali in lotta tra loro. altri sono sempre prodotti dei rapporti di produzione e di scambio, in una parola dei rapporti economici del loro tempo; che, quindi, la struttura economica della società costituisce ogni volta la base reale che permette, in ultima analisi, di spiegare tutta la sovrastruttura delle istituzioni giuridiche e politiche, nonché delle idee religiose, filosofiche e di altro genere di ogni storico periodo. Hegel aveva liberato la concezione della storia dalla metafisica, l'aveva resa dialettica, ma la sua concezione della storia era essenzialmente idealistica. Ora l'idealismo era scacciato dal suo ultimo rifugio, la concezione della storia; si diede una concezione materialistica della storia e si trovò il modo di spiegare la coscienza degli uomini a partire dal loro essere, invece di spiegare il loro essere a partire dalla loro coscienza, come si era fatto fino ad allora.
Di conseguenza, il socialismo non appariva più come una scoperta fortuita di questo o quel genio, ma come il prodotto necessario della lotta di due classi prodotte dalla storia, il proletariato e la borghesia. Il suo compito non era più quello di fabbricare un sistema sociale il più perfetto possibile, ma di studiare lo sviluppo storico dell'economia che aveva necessariamente generato queste classi e il loro antagonismo, e di scoprire nella situazione economica così creata i mezzi per risolvere il conflitto. Ma il socialismo precedente era altrettanto incompatibile con questa visione materialistica della storia quanto la visione materialista francese della natura lo era con la moderna dialettica e la scienza naturale. Certamente, il socialismo precedente criticava il modo di produzione capitalistico esistente e le sue conseguenze, ma non poteva spiegarlo, né quindi superarlo; poteva solo rifiutarlo apertamente come cattivo. Quanto più violentemente si è infuriato contro lo sfruttamento della classe operaia che ne è inseparabile, tanto meno ha potuto indicare chiaramente in cosa consiste questo sfruttamento e qual è la sua fonte. Ora il problema era, da un lato, rappresentare questo modo di produzione capitalistico nel suo nesso storico e nella sua necessità per un determinato periodo della storia, con conseguente necessità della sua caduta, dall'altro, mettere a nudo anche la sua carattere interno ancora nascosto. Questo è ciò che ha fatto la scoperta del plusvalore. È stato dimostrato che l'appropriazione del lavoro non pagato è la forma fondamentale del modo di produzione capitalistico e del conseguente sfruttamento dell'operaio; che anche quando il capitalismo paga la forza lavoro del suo lavoratore per l'intero valore che ha sul mercato come merce, ne estrae comunque più valore di quanto ne abbia pagato; e che questo plusvalore costituisce, in ultima analisi, la somma di valore da cui procede la massa sempre crescente di capitale accumulato nelle mani delle classi possidenti. È stato spiegato il corso della produzione capitalistica, così come della produzione del capitale.
Queste due grandi scoperte: la concezione materialistica della storia e la rivelazione del mistero della produzione capitalistica per mezzo del plusvalore, le dobbiamo a Marx. È grazie a loro che il socialismo è diventato una scienza, che ora si tratta di elaborare in tutti i suoi dettagli e le sue connessioni.»
(Friedrich Engels, "L'evoluzione del socialismo dall'utopia alla scienza")
Infine, spiga anche nella parte in cui spiega cos'è il socialismo scientifico, Friedrich Engels parla delle diverse scoperte e studi che questo metodo socialista scientifico potrebbe apportare all'analisi del modo di produzione capitalistico: analisi dell'evoluzione delle forze produttive, del conflitto tra le "forze produttive" diventate sociali e le "forme di produzione" rimaste individuali (tra il regime di produzione e il regime di proprietà), l'antagonismo tra le forze produttive e la produzione capitalistica che sfocia nell'antagonismo di classe, la generalizzazione dello scambio e l'anarchia (in senso caotico) della produzione sociale, l'antagonismo della produzione all'interno della fabbrica e l'anarchia della produzione nella società nel suo insieme. Le conseguenze di tutto ciò: la proletarizzazione delle masse, l'aumento della disoccupazione (esercito di riserva industriale) e miseria, sovrapproduzione, crisi e concentrazione capitalista. Inoltre, la tendenza all'eliminazione del capitalista industriale. Infine, Engels ci spiega che il socialismo scientifico è in grado di fornire soluzioni a tutti questi problemi contrastanti facendo in modo che la società socializzi i mezzi di produzione e di scambio, e che questa soluzione per porre fine all'antagonismo delle classi e degli stati di classe è una missione del proletariato. Così, questa missione politica guidata dal proletariato permetterà, secondo Engels, di passare dall'era della necessità all'era della libertà:
(Friedrich Engels, "L'evoluzione del socialismo dall'utopia alla scienza")

### Capitolo II
Nel secondo capitolo riassume la dialettica dal pensiero degli antichi greci a Hegel:
Il merito principale di questa filosofia è la restituzione della dialettica, come forma suprema del pensiero.
Engels parte dalla concezione della dialettica in Eraclito, dove:
(Eraclito)
Ma questa visione non basta a spiegare fenomeni isolati. Tale è la missione primordiale delle scienze naturali e della storia, sviluppata dai greci e dagli arabi medievali. Ma questo metodo di indagine scientifica, che studia la natura nella sua dinamica, se non statica, porta a quello che Engels chiama il «metodo metafisico del pensiero» con Francis Bacon e John Locke: «Per il metafisico, le cose e le loro immagini nel pensiero, i concetti, sono oggetti di indagine isolati, fissi, rigidi», ma Engels avverte che più un oggetto viene studiato, più diventa notevolmente complicato. «Allo stesso modo, osserviamo attentamente le cose, che i due poli di un'antitesi, il positivo e il negativo, sono tanto inseparabili quanto antitetici tra loro e che, nonostante tutto il loro antagonismo, si compenetrano». Quindi, «la natura è la pietra di paragone della dialettica». Engels cita come esempio Darwin, che «ha inferto il colpo più duro alla concezione metafisica della natura» dimostrando che tutta la natura organica esistente «è il prodotto di un processo di sviluppo che dura milioni di anni».
Fu nella moderna filosofia tedesca con Immanuel Kant che fu raggiunta una concezione dell'Universo, del suo sviluppo e dello sviluppo dell'umanità. Ma fu solo con Hegel che la filosofia tedesca trovò il suo massimo splendore nel suo sistema il cui merito fu quello di concepire «tutta la natura, la storia e lo spirito come un processo, cioè in costante movimento, cambiamento, trasformazione e sviluppo». Questo processo è governato da «leggi interne che guidano tutto ciò che a prima vista potrebbe essere creduto opera del cieco caso». Ma Hegel era un idealista, dove gli oggetti e i fenomeni della realtà sono proiezioni realizzate dell'«Idea», che secondo Engels è «incompatibile con le leggi fondamentali del pensiero dialettico; il che non esclude, ma piuttosto implica che la conoscenza sistematica del mondo esterno nella sua interezza può progredire in modo gigantesco di generazione in generazione». Idealistica era anche l'interpretazione hegeliana della storia, che «non conosceva lotte di classe fondate su interessi materiali».
Questo porta al materialismo moderno, a differenza del meccanismo metafisico di Descartes e Newton, dove «tutto ciò che è permanente e invariabile» è dialettico. «Tutto ciò che rimane in piedi della filosofia precedente, con la sua stessa esistenza, è la teoria del pensiero e le sue leggi: logica formale e dialettica. Il resto si dissolve nella scienza positiva della natura e della storia.» La vecchia concezione idealistica della storia è sostituita da «una concezione materialistica della storia, che ha aperto la strada per spiegare la coscienza dell'uomo con la sua esistenza, e non questa con la sua coscienza, che fino ad allora era quella tradizionale». Il socialismo utopistico «criticava il modo di produzione capitalistico esistente e le sue conseguenze, ma non era in grado di spiegarlo, né poteva, quindi, distruggerlo ideologicamente» perché la sua concezione era meccanicistica e idealistica, per questo «era possibile solo ripudiarlo, piatto e chiaramente, come cattivo». Fu solo con Marx che un socialismo scientifico sviluppò e smascherò il modo di produzione capitalistico come «una certa epoca della storia, dimostrando così anche la necessità della sua caduta» attraverso «la concezione materialistica della storia e la rivelazione del segreto della produzione capitalistica, attraverso il plusvalore».
Ecco un estratto di Friedrich Engels che spiega l'interesse della dialettica, come metodo e anche come strumento per comprendere il movimento della realtà, della storia e della natura:
Une représentation exacte de l'univers, de son évolution et de celle de l'humanité, ainsi que du reflet de cette évolution dans le cerveau des hommes, ne peut donc se faire que par voie dialectique, en tenant constamment compte des actions réciproques universelles du devenir et du finir, des changements progressifs et régressifs. Et c'est aussi dans ce sens que s'est immédiatement manifestée la philosophie allemande moderne. Kant a commencé sa carrière en résolvant le système solaire stable de Newton et sa durée éternelle une fois donné le fameux choc initial en un processus historique: la naissance du soleil et de toutes les planètes à partir d'une masse nébuleuse en rotation. Et il en tirait déjà cette conclusion qu'étant donné qu'il était né, le système solaire devait nécessairement mourir un jour. Cette vue, un demi siècle plus tard, a été confirmée mathématiquement par Laplace et, après encore un demi siècle, le spectroscope a démontré l'existence dans l'univers de semblables masses gazeuses incandescentes à différents degrés de condensation.
Cette philosophie allemande moderne a trouvé sa conclusion dans le système de Hegel, dans lequel, pour la première fois et c'est son grand mérite le monde entier de la nature, de l'histoire et de l'esprit était représenté comme un processus, c'est à dire comme étant engagé dans un mouvement, un changement, une transformation et une évolution constants, et où l'on tentait de démontrer l'enchaînement interne de ce mouvement et de cette évolution. De ce point de vue, l'histoire de l'humanité n'apparaissait plus comme un enchevêtrement chaotique de violences absurdes, toutes également condamnables devant le tribunal de la raison philosophique arrivée à maturité et qu'il est préférable d'oublier aussi rapidement que possible, mais comme le processus évolutif de l'humanité lui même; et la pensée avait maintenant pour tâche d'en suivre la lente marche progressive à travers tous ses détours et d'en démontrer la logique interne à travers toutes les contingences apparentes.»
Una rappresentazione esatta dell'universo, della sua evoluzione e di quella dell'umanità, nonché il riflesso di questa evoluzione nel cervello degli uomini, può quindi essere fatta solo con mezzi dialettici, tenendo costantemente conto delle reciproche azioni universali del divenire e finitura, di cambiamenti progressivi e regressivi. Ed è anche in questo senso che si è subito manifestata la moderna filosofia tedesca. Kant iniziò la sua carriera risolvendo il sistema solare stabile di Newton e la sua durata eterna, una volta dato il famoso shock iniziale, in un processo storico: la nascita del sole e di tutti i pianeti da una massa nebulosa rotante. E stava già traendo questa conclusione che da quando è nato, il sistema solare deve necessariamente morire un giorno. Questa opinione, mezzo secolo dopo, fu confermata matematicamente da Laplace e, dopo un altro mezzo secolo, lo spettroscopio dimostrò l'esistenza nell'universo di simili masse gassose incandescenti a diversi gradi di condensazione.
Questa moderna filosofia tedesca ha trovato la sua conclusione nel sistema di Hegel, in cui, per la prima volta ed è suo grande merito, l'intero mondo della natura, della storia e dello spirito è stato rappresentato come un processo, cioè come impegnato in un costante movimento, cambiamento, trasformazione ed evoluzione, e dove si cercava di dimostrare la sequenza interna di questo movimento e di questa evoluzione. Da questo punto di vista, la storia dell'umanità non appariva più come un groviglio caotico di violenze assurde, tutte ugualmente riprovevoli davanti al tribunale della ragione filosofica matura e che è preferibile dimenticare il più presto possibile, ma come il processo evolutivo dell'umanità si; e il pensiero aveva ora il compito di seguire la sua lenta marcia progressiva attraverso tutte le sue deviazioni e di dimostrare la sua logica interna attraverso tutte le apparenti contingenze.»
(Friedrich Engels, "L'evoluzione del socialismo dall'utopia alla scienza")

### Capitolo III
Il terzo capitolo riassume la dialettica in relazione alle lotte economiche e sociali, riecheggiando essenzialmente le parole di Marx. Inizia esponendo la "concezione materialista della storia", dove la base di ogni ordine sociale «è determinata da ciò che la società produce e da come lo produce, e dal modo in cui i suoi prodotti vengono scambiati». Le cause di tutti i cambiamenti sociali «devono essere ricercate non nella filosofia, ma nell'economia del tempo». L'attuale classe dominante è la borghesia, con quello che Marx chiama il modo di produzione capitalistico, ma «le nuove forze produttive superano già la forma borghese in cui sono sfruttate» e il socialismo moderno non è altro che il riflesso di questo conflitto materiale nella mente della classe operaia.
Questo conflitto nasce dall'industrializzazione dei mezzi di produzione «gestibili solo da un gruppo di uomini», rendendo impossibile considerare la produzione come propria. I prodotti assumono la forma di merce, emergendo così «capitale commerciale, artigianato e lavoro salariato» come «forme di appropriazione della produzione mercantile». Con la concentrazione dei mezzi di produzione in grandi officine, il proprietario si era appropriato del prodotto, «sebbene non fosse più prodotto suo, ma frutto esclusivo del lavoro altrui». La contraddizione tra produzione sociale e appropriazione capitalista è il seme di tutti i conflitti attuali come antagonismo tra la borghesia e il proletariato, che «non possedeva più della propria forza lavoro». Nella società produttrice di merci, si verifica «l'anarchia nella produzione sociale» in cui «i produttori perdono il controllo sulle proprie relazioni sociali» cercando solo benefici. Questa anarchia nasce dall'organizzazione della produzione a carattere sociale. Fu con la grande industria e l'impianto del mercato mondiale che diedero un carattere universale a una «lotta darwiniana per l'esistenza individuale, trapiantata, con raddoppiato furore, dalla natura alla società». A questa anarchia metterà finita il proletariato.
La produzione capitalistica genera crisi cicliche nate dalla sovrabbondanza che si ripetono anni dopo.
(Friedrich Engels, "L'evoluzione del socialismo dall'utopia alla scienza")
Attraverso i trust il libero mercato si trasforma in monopolio e lo Stato interviene pianificando l'economia della produzione. Sebbene la proprietà dello Stato sulle forze produttive non sia una soluzione al conflitto, essa già racchiude in sé i mezzi per giungere ad una soluzione:
(Friedrich Engels, "L'evoluzione del socialismo dall'utopia alla scienza")
Con ciò finirà l'anarchia sociale della produzione e lascerà il posto ad una regolazione collettiva della produzione «secondo i bisogni della società e di ciascun individuo». L'intervento dello Stato nelle relazioni sociali diventerà superfluo, volgendo al termine:
(Friedrich Engels, "L'evoluzione del socialismo dall'utopia alla scienza")

### Capitolo IV

Statue di Karl Marx e Friedrich Engels a Bichkek, Kirghizistan.

Inoltre, Engels ha voluto scrivere un nuovo quarto capitolo, dimostrando al lettore tedesco "il ruolo molto importante svolto dalla forza nella storia del proprio paese". Engels iniziò questo capitolo trattando la storia della Germania tra la rivoluzione del 1848 e l'ascesa al cancelliere di Otto von Bismarck nel 1871, con particolare riferimento alla politica del "sangue e del ferro" di Bismarck. I volumi de "Il Capitale" lo indussero ad accantonare il manoscritto e il progetto.

## Influenza
"L'evoluzione del socialismo dall'utopia alla scienza" è stata una delle pubblicazioni socialiste più vendute e più lette del periodo dal 1880 al 1910. Inoltre, Engels ha voluto scrivere un nuovo quarto capitolo, dimostrando al lettore tedesco "il ruolo molto importante svolto dalla forza nella storia del proprio paese". Engels iniziò questo capitolo trattando la storia della Germania tra la rivoluzione del 1848 e l'ascesa al cancelliere di Otto von Bismarck nel 1871, con particolare riferimento alla politica del "sangue e del ferro" di Bismarck. I volumi de "Il Capitale" lo indussero ad accantonare il manoscritto e il progetto. Questo materiale dal breve libro proposto, "Parte avuta dal lavoro nel processo di umanizzazione della scimmia", fu finalmente stampato in traduzione inglese nel 1968.